# Wolfgang Lüth

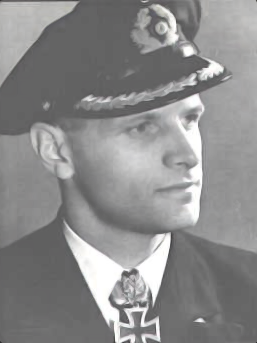
Kapitän zur See Wolfgang Lüth

Wolfgang Lüth (* 15. Oktober 1913 in Riga; † 14. Mai 1945 in Flensburg) war ein deutscher Marineoffizier, zuletzt Kapitän zur See. Er war U-Boot-Kommandant der Kriegsmarine im Zweiten Weltkrieg. Lüth und Albrecht Brandi waren die einzigen U-Boot-Kommandanten, die mit dem Eichenlaub mit Schwertern und Brillanten zum Ritterkreuz des Eisernen Kreuzes ausgezeichnet wurden.

## Leben
Der im Baltikum geborene Lüth war der Sohn des Trikotagenfabrikanten August Lüth (1872–1947) und seiner Frau Elfriede, geborene Schindler (1876–1957). 1939 heiratete Lüth Ilse-Monika Lerch (* 1915), Tochter eines Handelsschiffkapitäns. Das Paar hatte vier Kinder.
Beförderungen
- Seekadett am 1. April 1934
- Fähnrich zur See am 1. Juli 1934
- Oberfähnrich zur See am 1. Juni 1936
- Leutnant zur See am 1. Oktober 1936
- Oberleutnant zur See am 1. Juni 1938
- Kapitänleutnant am 1. Januar 1941
- Korvettenkapitän am 1. April 1943
- Fregattenkapitän am 1. August 1944
- Kapitän zur See am 1. September 1944

Feindfahrten U 9
- 16. Januar bis 22. Januar 1940
(2 Schiffe mit 2.367 BRT versenkt)
- 6. Februar bis 12. Februar 1940
(2 Schiffe mit 7.208 BRT versenkt)
- 3. März bis 6. März 1940
- 14. März bis 19. März 1940
- 4. April bis 24. April 1940
- 5. Mai bis 15. Mai 1940
(2 Schiffe mit 3.838 BRT versenkt)
- 16. Mai bis 27. Mai 1940
(1 Schiff mit 3.256 BRT versenkt)

Feindfahrten U 138
- 10. September bis 25. September 1940
(4 Schiffe mit 34.644 BRT versenkt)
- 8. Oktober bis 20. Oktober 1940
(1 Schiff mit 5.327 BRT versenkt)

Feindfahrten U 43
- 9. November bis 10. November 1940
- 17. November bis 18. Dezember 1940
(2 Schiffe mit 19.360 BRT versenkt)
- 13. Mai bis 1. Juli 1941
(2 Schiffe mit 7.529 BRT versenkt)
- 2. August bis 23. September 1941
- 10. November bis 16. Dezember 1941
(2 Schiffe mit 10.437 BRT versenkt)
- 30. Dezember 1941 bis 22. Januar 1942
(3 Schiffe mit 17.469 BRT versenkt)

Feindfahrten U 181
- 12. September 1942 bis 18. Januar 1943
(12 Schiffe mit 58.381 BRT versenkt)
- 23. März bis 14. Oktober 1943
(10 Schiffe mit 45.331 BRT versenkt)

### Anfänge und Zwischenkriegszeit
Lüth absolvierte das Städtische Deutsche Gymnasium in Riga, machte 1931 das Abitur und studierte am Herder-Institut in Riga drei Semester Rechtswissenschaften. Am 1. April 1933 trat er als Offiziersanwärter (Crew 1933) in die Reichsmarine ein. Am 23. September 1933 wurde er zum Seekadetten, am 1. Juli 1934 zum Fähnrich zur See, am 1. April 1936 zum Oberfähnrich zur See, am 1. Oktober 1936 zum Leutnant zur See und am 1. Juni 1938 zum Oberleutnant zur See befördert.
Lüth absolvierte zunächst mehrere Lehrgänge und Ausbildungen auf Schiffen und begann am 1. Februar 1937 seine Ausbildung mit Unterseebooten. In dieser Zeit wurde er am 31. März 1937 mit der Dienstauszeichnung IV. Klasse sowie gemeinsam mit den anderen Besatzungsmitgliedern des U 27 dem Spanienkreuz in Bronze am 6. Juli 1939 ausgezeichnet.

### Als U-Boot-Kommandant im Zweiten Weltkrieg

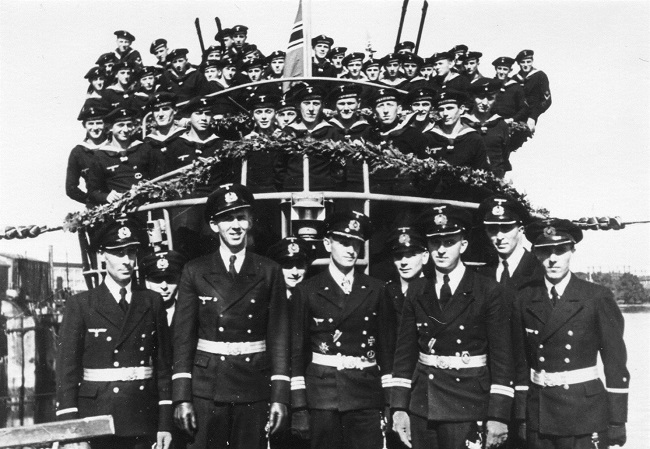
Die Besatzung bei der Indienststellung von U 1305 mit Wolfgang Lüth (Mitte) als Ehrengast

Während der ersten Kriegsmonate des Jahres 1939 war Lüth Wachoffizier unter Kapitänleutnant Heinrich Liebe auf U 38. Das Boot hatte bereits am 19. August 1939, also einige Zeit vor Beginn der Feindseligkeiten, Wilhelmshaven verlassen, um für alle Fälle gerüstet zu sein.
Er fuhr auf verschiedenen Booten als Erster Wachoffizier und mit U 13 als stellvertretender Kommandant, bis er am 28. Dezember 1939 Kommandant von U 9 (Typ II B) wurde. Auf sechs Feindfahrten versenkte er acht Schiffe mit 17.221 BRT, bei seiner vorletzten Fahrt das französische U-Boot Doris. In dieser Zeit wurde er mehrmals ausgezeichnet, darunter mit dem Eisernen Kreuz II. und I. Klasse am 25. Januar und am 15. Mai 1940.
Am 27. Juni 1940 übernahm Lüth das Typ-II D-Boot U 138, mit dem er bis zum 19. Oktober 1940 im Nordatlantik operierte. Auf zwei Feindfahrten mit zusammen 27 Seetagen versenkte er fünf Schiffe mit 39.971 BRT. Er wurde am 23. September 1940 im Wehrmachtbericht genannt und mit dem Ritterkreuz des Eisernen Kreuzes am 24. Oktober 1940 ausgezeichnet.
Am 21. Oktober 1940 erhielt Lüth das IX-(A)-Boot U 43. Von November 1940 bis Februar 1942 versenkte er im Nordatlantik, auf sechs Feindfahrten in 192 Seetagen, neun Schiffe mit 54.795 BRT. Am 1. Januar 1941 wurde Lüth Kapitänleutnant. Am 4. Februar 1941 sank das unter seinem Kommando stehende U 43 an der Pier des deutschen U-Boot-Stützpunkts in Lorient durch eine Nachlässigkeit: ein Ventil im Torpedoraum bzw. das Torpedoluk war nicht vorschriftsmäßig geschlossen worden. Das U-Boot konnte zwar umgehend wieder gehoben werden, war aber erst ein Vierteljahr später wieder einsatzbereit. Für die weitere militärische Karriere Lüths hatte der Vorfall offenbar keine Konsequenzen. Neben der Verleihung des Italienischen Kriegskreuzes mit Schwertern am 1. November 1941 wurde er am 14. Januar 1942 im Wehrmachtbericht genannt.
Im Mai 1942 stellte Lüth mit U 181 eines der Monsun-Boote vom Typ IX D 2 in Dienst. Mit diesem Boot unternahm er zwei Feindfahrten mit insgesamt 333 Seetagen. Bei seiner ersten Fahrt vom 12. September 1942 bis zum 18. Januar 1943 versenkte Lüth im Südatlantik zwölf Schiffe mit insgesamt 58.380 BRT. Hierfür erhielt er am 13. November 1942 das Eichenlaub zum Ritterkreuz des Eisernen Kreuzes.
Seine zweite Feindfahrt mit diesem Boot sollte mit 205 Seetagen die zweitlängste des Krieges werden. Am 23. März 1943 verließ U 181 den Stützpunkt Bordeaux. In den folgenden Monaten versenkte es im Indischen Ozean zehn Schiffe mit 45.528 BRT. Er wurde am 1. April 1943 zum Korvettenkapitän befördert und zwei Wochen später am 15. April 1943 mit den Schwertern zum Eichenlaub des Ritterkreuzes ausgezeichnet (29. Träger). Nach der letzten Versenkung am 11. August 1943 wurden Lüth als erstem Marineoffizier die Brillanten zum Ritterkreuz mit Eichenlaub und Schwertern (7. Träger) verliehen. Am 14. Oktober 1943 lief U 181 wieder in Bordeaux ein. Es hatte unter Lüths Führung insgesamt 22 Schiffe mit 103.908 BRT versenkt.

### Flottillenchef
Am 15. Januar 1944 wurde Lüth – um den Tod des Hochdekorierten zu verhindern – aus dem Frontdienst herausgelöst und als Chef der 22. U-Boot-Flottille in Gotenhafen eingesetzt. Im Juli wurde er Leiter der I. Abteilung an der Marinekriegsschule in Flensburg-Mürwik. Am 1. August 1944 folgte die Beförderung zum Fregattenkapitän. Am 1. September 1944 wurde der erst 31-jährige Lüth zum Kapitän zur See befördert und zum Kommandeur der Marinekriegsschule ernannt. Laut Admiral Karl Dönitz sollte durch ihn „frischer Wind in die verstaubte Bude“ wehen. Sein Führungsstil war aber umstritten.

### Kriegsende und Tod
Kurz vor Kriegsende wurden im Sonderbereich Mürwik SS-Angehörige der Inspektion der Konzentrationslager, die auf der sog. Rattenlinie Nord in den Raum Flensburg gelangt waren, mit Marineuniformen und falschen Soldbüchern ausgestattet. Für diese Aktion erhielt der dafür verantwortliche Lüth die ausdrückliche Rückendeckung von Dönitz. Am 5. Mai 1945 wurde Flensburg von britischen Streitkräften besetzt. Der überzeugte Nationalsozialist Lüth, Kampfkommandant der Stadt, hatte noch unmittelbar vor dem Eintreffen der Alliierten verfügt: „Alle Soldaten und die Zivilbevölkerung sind sofort darauf hinzuweisen, daß es mit der aufrechten Haltung eines deutschen Menschen und dem Stolz eines Nationalsozialisten nicht zu vereinbaren ist, wenn der vordringende Feind durch Tücherwinken oder ähnliche Handlungen begrüßt wird.“ Als die Briten den deutschen Einheiten den Hitlergruß verboten hatten, widersetzte sich Lüth am 8. Mai 1945 durch einen Befehl an die Truppe: „Der Deutsche Gruß ist und bleibt der Gruß der Wehrmacht.“
Das 400 Mann starke, von Korvettenkapitän Peter-Erich Cremer (U 333 und U 2519) befehligte Wachbataillon wurde von den Briten aus Selbstschutzgründen nicht entwaffnet. Lüth hatte befohlen, dass die Männer des Wachbataillons auf jeden, der auf Anruf die Parole nicht nannte, sofort zu schießen hätten. Am 14. Mai 1945 kurz nach Mitternacht wurde Lüth, als er nicht auf den Anruf einer Streife reagierte, von dem wachhabenden Matrosen Matthias Gottlob erschossen. Dem Historiker Gerhard Paul zufolge befand sich Lüth im „Alkoholrausch“. Gottlobs Verhalten wurde von Offizieren und dem Marine-Richter des Standortes als vorschriftsgemäß beurteilt.

### Bestattung und Nachleben
Lüth wurde in der Aula der Marineschule Mürwik aufgebahrt und zwei Tage später, am 16. Mai 1945, auf dem Friedhof Adelby bei Flensburg beigesetzt. Sein Sarg war mit einer (bereits verbotenen) Hakenkreuzflagge bedeckt. Auf seinem nach Kriegsende hergestellten Grabstein wurde bei den Lebensdaten (in Abgrenzung zu den üblichen – der christlichen Symbolik verpflichteten – genealogischen Zeichen) die Elhaz-Rune verwendet. Es war das letzte Staatsbegräbnis des Dritten Reiches, an dem der damalige Reichspräsident Dönitz die letzten Worte sprach.
Zwölf Jahre später, am Volkstrauertag 1957, ließ Korvettenkapitän Karl Peter zusammen mit den Fähnrichen der Crew V/56 im Beisein von Frau Lüth und ihren Kindern unweit der Stelle, an der Lüth den Tod gefunden hatte, einen Gedenkstein setzen, diesmal mit den üblichen genealogischen Zeichen (Sternchen und lateinisches Kreuz). Otto Schuhart, damals Ausbildungsleiter der Marineschule Mürwik, hielt dazu die Gedenkrede. Jahrzehnte später wurde neben dem Stein eine kleine Tafel mit einem Text installiert, der betont, dass Lüth heutzutage kein Vorbild mehr für die Bundeswehr sein kann. Der Historiker Gerhard Paul erklärte 2012 in einem Vortrag hinsichtlich des Gedenksteins: „Warum die Bundeswehr auf dem Gelände in Mürwik mit einem Gedenkstein bis heute an diesen Mann erinnert, erschließt sich mir nicht. Dieser Stein gehört für immer auf den Grund der Förde!“ Nach den Terrorermittlungen gegen Franco A. und andere Bundeswehrsoldaten ab 2017 und den daraufhin von der Verteidigungsministerin Ursula von der Leyen vorgeschlagenen Maßnahmen gegen das Erbe der Wehrmacht in der Bundeswehr äußerte sich der Historiker Gerhard Paul abermals. Er rückte von der vorherigen „emotionalen“ Forderung ab, den Gedenkstein in die Förde zu versenken. Er betonte, dass der Stein und die dahinter stehenden Schicksale ein Teil der Geschichte seien und er daher bewahrenswert ist. Gleichzeitig regte er eine informativere Gestaltung des Denkmals an, beispielsweise durch eine Ergänzung durch Fotos der Grausamkeiten des U-Boot-Krieges.
In dem 1973 veröffentlichten Roman Das Boot von Lothar-Günther Buchheim findet Lüth in anonymisierter Form als Kapitänleutnant L. Erwähnung. Im Kapitel Gammel 2 wird jedenfalls aus einem von Lüth am 17. Dezember 1943 in Weimar auf einer Tagung von Befehlshabern der Kriegsmarine gehaltenen Vortrag zitiert; im Gang der Handlung hat der Ich-Erzähler die einschlägigen Stellen in einer vom Ersten Wachoffizier zusammengestellten und für seine Schulungen verwendeten Fibel entdeckt.
In dem von einer Stiftung getragenen Deutschen U-Boot-Museum in Cuxhaven-Altenbruch gibt es einen Raum Wolfgang Lüth, in dem u. a. die U-Flottille der Bundesmarine ihren Platz hat. Für das Ostpreußenblatt war er noch 2001 „Hoffnungsträger der Marine“. Im Jahr 2020 rückte er erneut ins Blickfeld der Öffentlichkeit, nachdem bekannt geworden war, dass der langjährige FDP-Fraktionsmitarbeiter und spätere AfD-Partei- und Fraktionssprecher, Christian Lüth, sich gegenüber Dritten als dessen Enkel ausgegeben hatte, um seine Behauptung, er selbst sei „arisch“, zu unterstreichen. Gegen diese Instrumentalisierung ihres Vaters verwahrten sich zwei Kinder Lüths öffentlich und stellten klar, dass Christian Lüth kein Enkel von Wolfgang Lüth ist. Nach Angaben von Zeit Online ist Wolfgang Lüth nur ein Großonkel Christian Lüths. Jan Lüth, der jüngste Sohn Wolfgang Lüths, äußerte in diesem Zusammenhang seine Besorgnis darüber, „dass es jüngere Menschen gibt, die meinen Vater offenbar verehren“, und betrachtete es als „stimmig, wenn ein Vertreter einer rechten Partei mit einer angeblichen familiären Verbindung zu meinem Vater sich Anerkennung erhofft in seinen Kreisen“.

## Bewertung

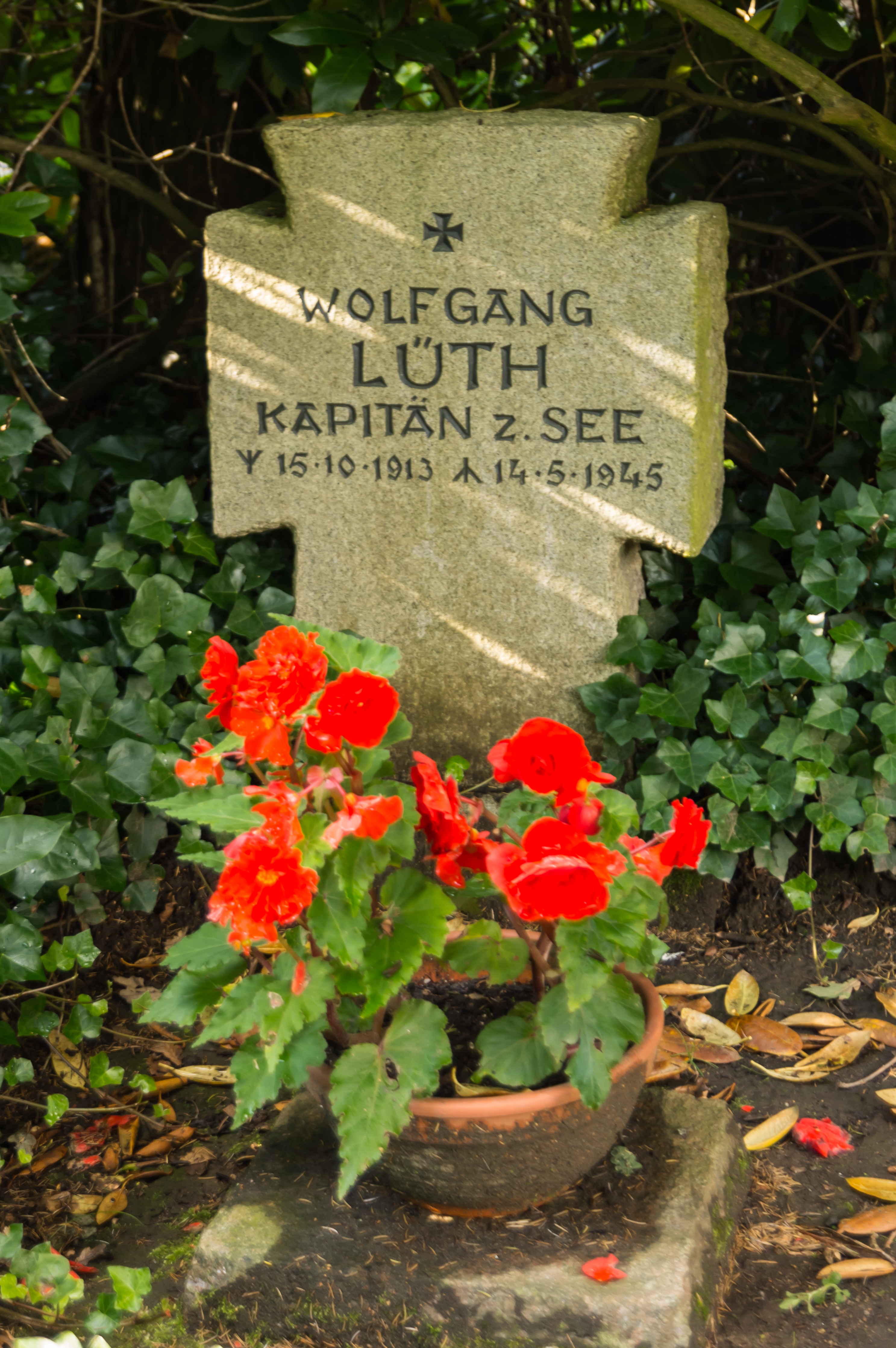
Grab auf dem Friedhof Adelby

Insgesamt war Lüth an 17 Operationen in 609 Seetagen mit U 9, U 138, U 43 und U 181 beteiligt und versenkte hierbei laut offiziellen Verlautbarungen 47 Schiffe mit insgesamt 225.755 BRT sowie das französische U-Boot Doris. Damit war er laut Otto Kretschmer der erfolgreichste, laut Bodo Herzog in der NDB der zweiterfolgreichste U-Boot-Kommandant im Zweiten Weltkrieg. Es entsprach aber der damaligen Marinepraxis, dass die Kommandanten ihre Versenkungszahlen durch Schätzungen hochrechneten. Das war in der Marineführung bekannt. So hielt die 3. (Nachrichtenauswertungs)-Abteilung der Seekriegsleitung (Fremde Marinen) ihren eigenen Unterlagen zufolge die „unsinnig hohen“ Meldungen über versenkte Tonnage für „grotesk übertrieben“. Lüth erhielt für seine Versenkungen höchste NS-Auszeichnungen, hatte aber bei den Verleihungen des Ritterkreuzes und seiner weiteren Stufen in keinem Fall die offiziellen Verleihrichtlinien erfüllt. Das entsprach der damaligen Verleihpraxis, deren Ziel es war, der Öffentlichkeit möglichst viele erfolgreiche U-Boot-Kommandanten präsentieren zu können.
Lüth war überzeugter Nationalsozialist und wurde von der NS-Propaganda gezielt als Held und Vorbild aufgebaut. Ziel dieser Heldenpräsentation, zu deren öffentlicher Ausgestaltung Lüth auch als Privatmann seinen Teil beitrug, war es, durch die Idealisierung von Ritterkreuzträgern wie ihm die „geistige Mobilmachung“ der männlichen Jugend voranzutreiben. Zur Imagepflege gehörten dabei auch Autogrammpostkarten, die von Hitlers „Leibfotograf“ Hoffmann hergestellt und von dessen Verlag vertrieben wurden. Nach seinen „Feindfahrten“ wurde Lüth deshalb regelmäßig für Propagandavorträge und ähnliche Veranstaltungen herangezogen. 1943 veröffentlichte er zusammen mit Kapitänleutnant Claus Korth und einem Ghostwriter aus dem Propagandaministerium das – trotz Bewerbung in einschlägigen Publikationsorganen – kommerziell nur mäßig erfolgreiche Buch Boot greift wieder an. Noch im Dezember 1944 nutzte Lüth sein Image als Kriegsheld, um in einem öffentlichen Durchhaltevortrag „die Aufgabe der Volkssturmmänner mit dem in seiner Art einzig dastehenden selbstlosen Einsatz der Männer in den U-Booten“ zu vergleichen.

## Auszeichnungen
- Eisernes Kreuz (1939) II. Klasse am 25. Januar 1940
- Eisernes Kreuz (1939) I. Klasse am 15. Mai 1940
- Ritterkreuz des Eisernen Kreuzes mit Eichenlaub, Schwertern und Brillanten[38]
  - Ritterkreuz am 24. Oktober 1940 als Oberleutnant zur See und Kommandant von U 138
  - Eichenlaub am 17. November 1942 (142. Verleihung) als Kapitänleutnant und Kommandant von U-181
  - Schwerter am 15. April 1943 (29. Verleihung) als Korvettenkapitän und Kommandant von U-181
  - Brillanten am 11. August 1943 (7. Verleihung) als Korvettenkapitän und Kommandant von U-181
- Clausewitz-Preis der Reichsstiftung für deutsche Ostforschung am 26. Oktober 1943[39]
- Ehrenbürgerschaft der Stadt Riga am 16. Februar 1944[40]

## Werke
- Lüth, Wolfgang; Korth, Claus (Hrsg.): Boot greift wieder an! – Ritterkreuzträger erzählen, Zeichnungen von Adolf Bock; Berlin, E. Klinghammer, 1943.
- Menschenführung auf einem U-Boot. Einzelheiten aus der menschlichen Führung einer U-Bootbesatzung auf Feindfahrt. Vortrag vom 17. Dezember 1943, veröffentlicht 1944.[41]